# Золотобрюхий настоящий бюльбюль
Золотобрюхий настоящий бюльбюль (лат. Pycnonotus aurigaster) — вид певчих воробьинообразных из семейства бюльбюлевых (Pycnonotidae). Этот вид встречается в Камбодже, Китае, Гонконге, Индонезии, Лаосе, Таиланде и Вьетнаме. Местом обитания являются тропические и субтропические низменные влажние леса.